# Yaeger
Yaeger, artistnamn för Hanna Gillian Kristina Jäger, född 22 februari 1998 i Vaxholm, är en svensk artist och låtskrivare.
Yaeger växte upp på Skarpö i Stockholms skärgård och gick på Rytmus musikgymnasium. År 2021 flyttade hon till London och blev snabbt kontrakterad av Kobalt Publishing UK. Trots erbjudanden från flera skivbolag valde hon att förbli independent fram tills 2022 när hon skrev kontrakt med Sony Music Sweden. Sedan våren 2022 har hon arbetat i Stockholm med musikproducenten Sebastian Furrer. Yaeger kategoriserar sin musik som emotionell ravepop.
Yaeger släppte sin debut-EP "Gul" år 2019, den följdes upp av EP:n "Fixed-Gear" samma år och 2023 kom "Jaguar". Hon har även samarbetat med andra artister, till exempel på singeln "Shit we do for love" (2023) med Icona Pop. År 2019 skrev hon även duons låt "We got that cool".
År 2023 fick hon Musikförläggarnas stipendium som delas ut i syfte att uppmärksamma en ung låtskrivartalang i början av karriären. Vid Ellegalan 2024 utsågs Yaeger till Sveriges bäst klädda kvinna.